# (2177) Oliver
(2177) Oliver (6551 P-L) – planetoida z pasa głównego asteroid okrążająca Słońce w ciągu 5,72 lat w średniej odległości 3,2 au. Odkryta 24 września 1960 roku.